# پیش‌بال

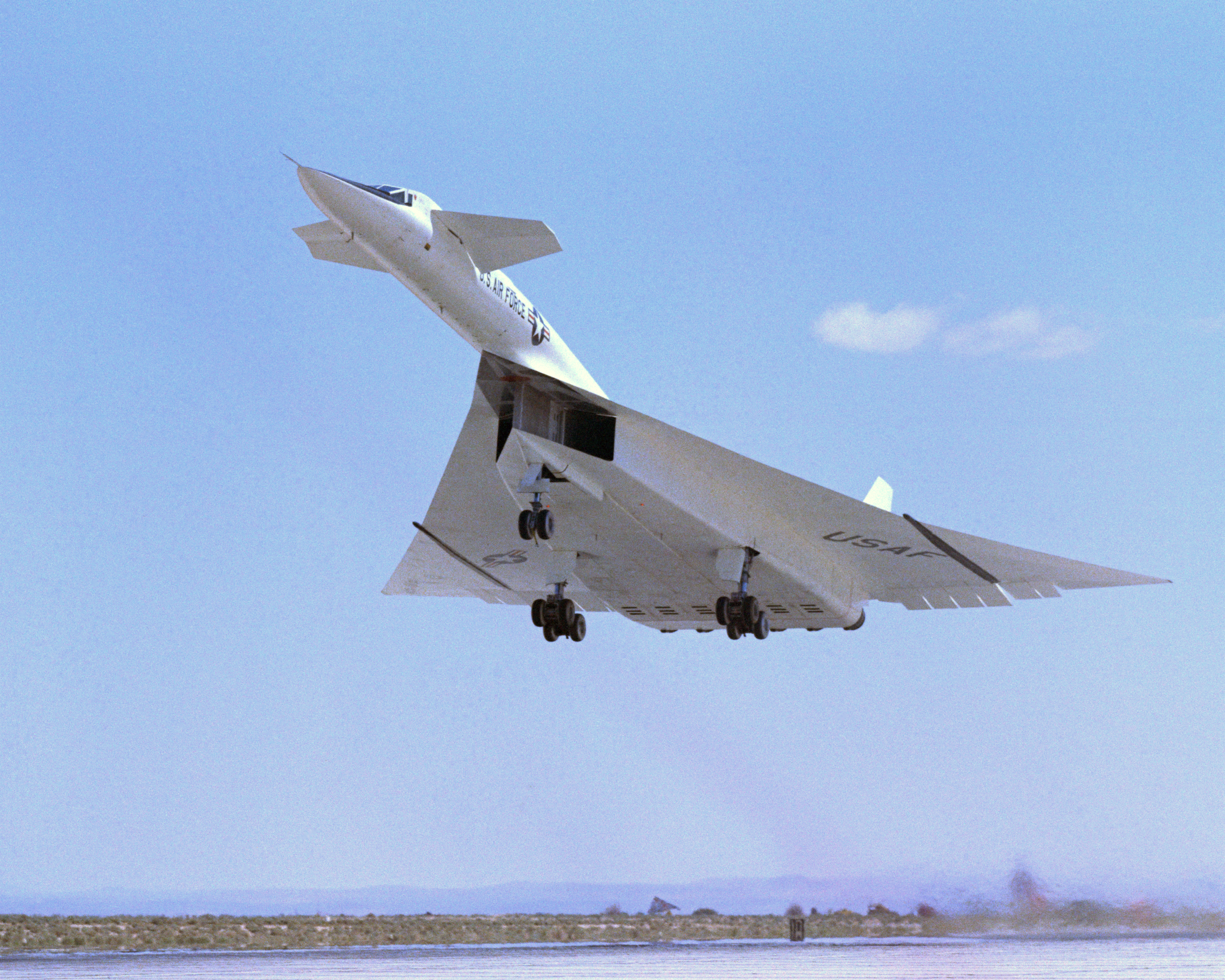
ایکس‌بی-۷۰ سریعترین بمب‌افکن تاریخ با طراحی کانارد

کانارد یا پیش‌بال در صنعت هوانوردی به بالچه‌های کوچکی گفته می‌شود که جلوتر از بال اصلی هواپیما و در دو طرف دماغه نصب می‌شوند. به هواپیمایی که از این نوع پیکربندی استفاده کرده باشد نیز هواپیمای کانارد گفته می‌شود. کاناردها ممکن است به‌طور ثابت یا قابل برداشتن یا به صورت متحرک نصب شده باشند.
واژه کانارد (canard) در زبان فرانسوی به معنی مرغابی است و به دلیل شهرت یافتن چند هواپیمای ابتدایی دارای کانارد با نام مرغابی، این واژه به یک اصطلاح بین‌المللی صنعت هوانوردی تبدیل شد.
کارکرد کانارد شبیه به کارکرد دم هواپیماست و هر دو نوعی پایدارکننده افقی محسوب می‌شوند. کانارد به تعادل آئرودینامیکی هواپیما کمک کرده و در تنظیم و تصحیح مسیر جریان هوای ورودی به داخل موتور و زیر بال مؤثر است.
کانارد در انواع مختلفی از هواپیماها استفاده می‌شود اما در هواپیماهای بال دلتا رایج‌تر است و در هواپیماهای بال‌مثلثی بدون دم، وجود کانارد ضروری است. هواپیماهای نظامی بسیار سریع، پرتوان و مدرن همچون جنگنده‌های اروپایی ساب ۳۹ گریپن، ساب ۳۷ ویگن، داسو رافال، یوروفایتر و خانواده هواپیماهای سوخو-۳۰ از روسیه به همراه جنگنده چینی چنگدو جی-۱۰ از کانارد برای بهبود مانورپذیری و پایداری خود استفاده می‌کنند. در میان بمب افکن‌ها نیز، بمب‌افکن‌های استراتژیک آمریکایی بی-۱ لنسر و ایکس‌بی-۷۰ و بمب افکن روسی توپولف-۱۶۰ از نمونه‌های شاخص هواپیماهای کانارد هستند.

## نگارخانهٔ هواپیماهای دارای پیش‌بال

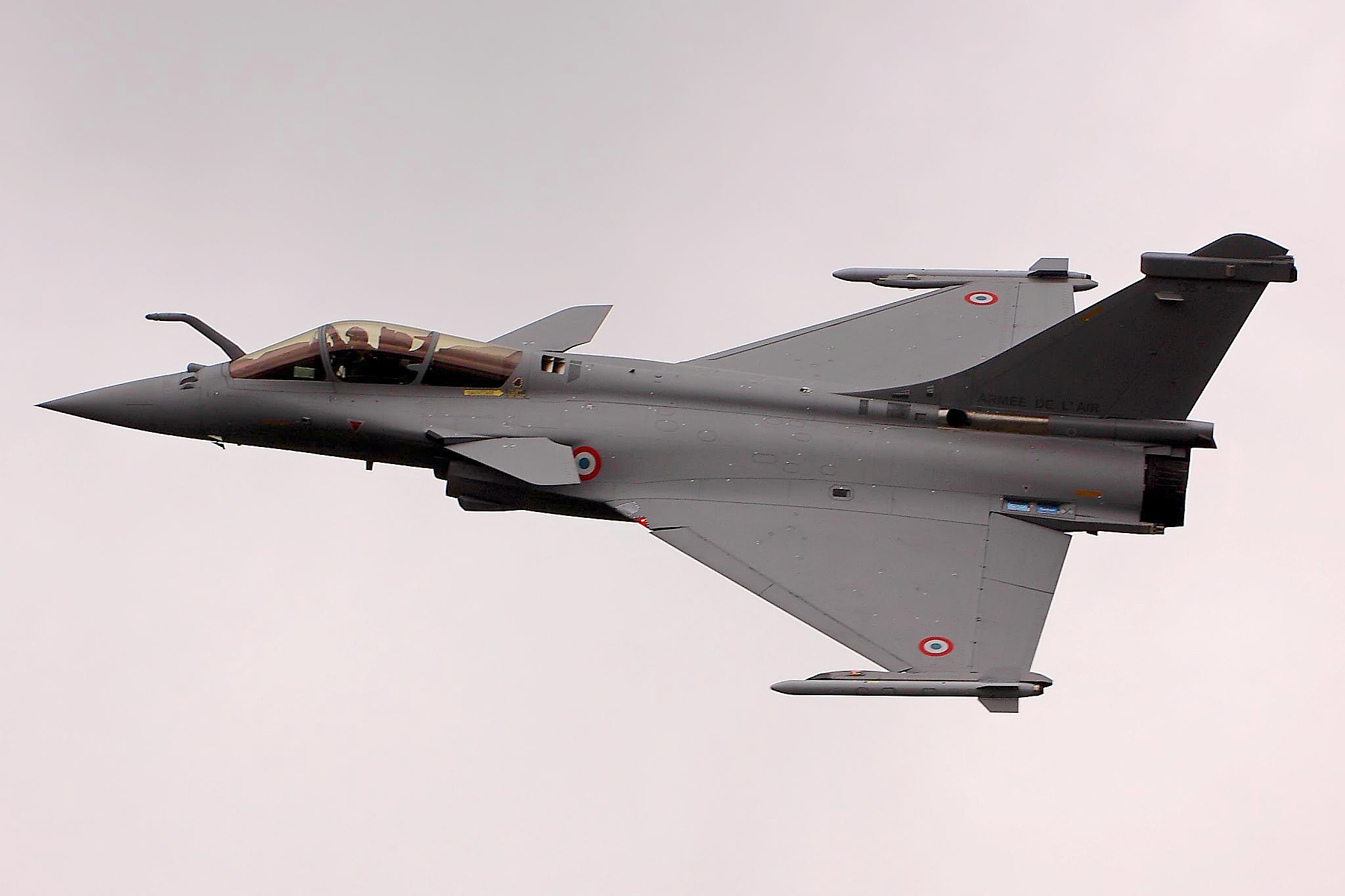
داسو رافال
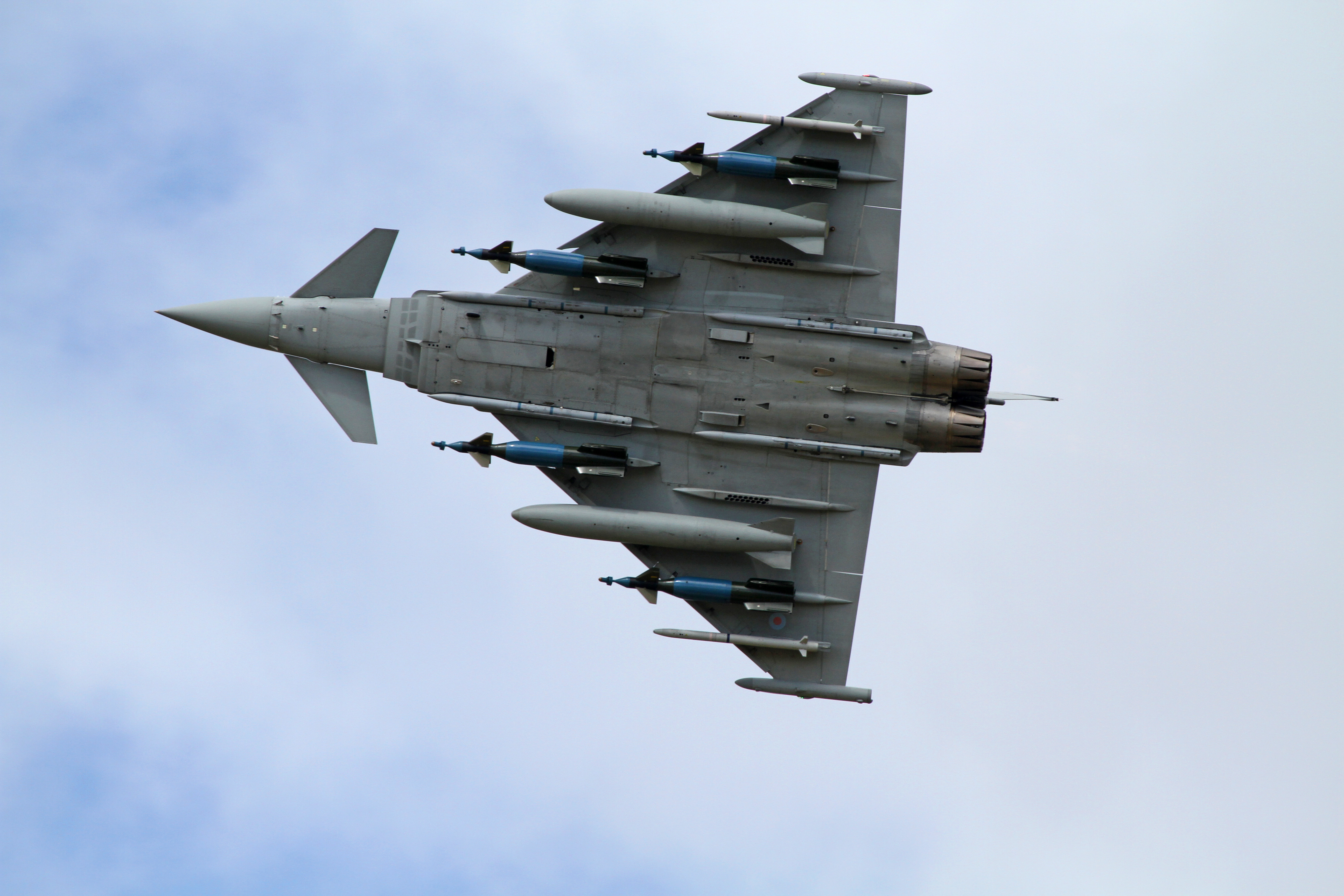
یوروفایتر تایفون
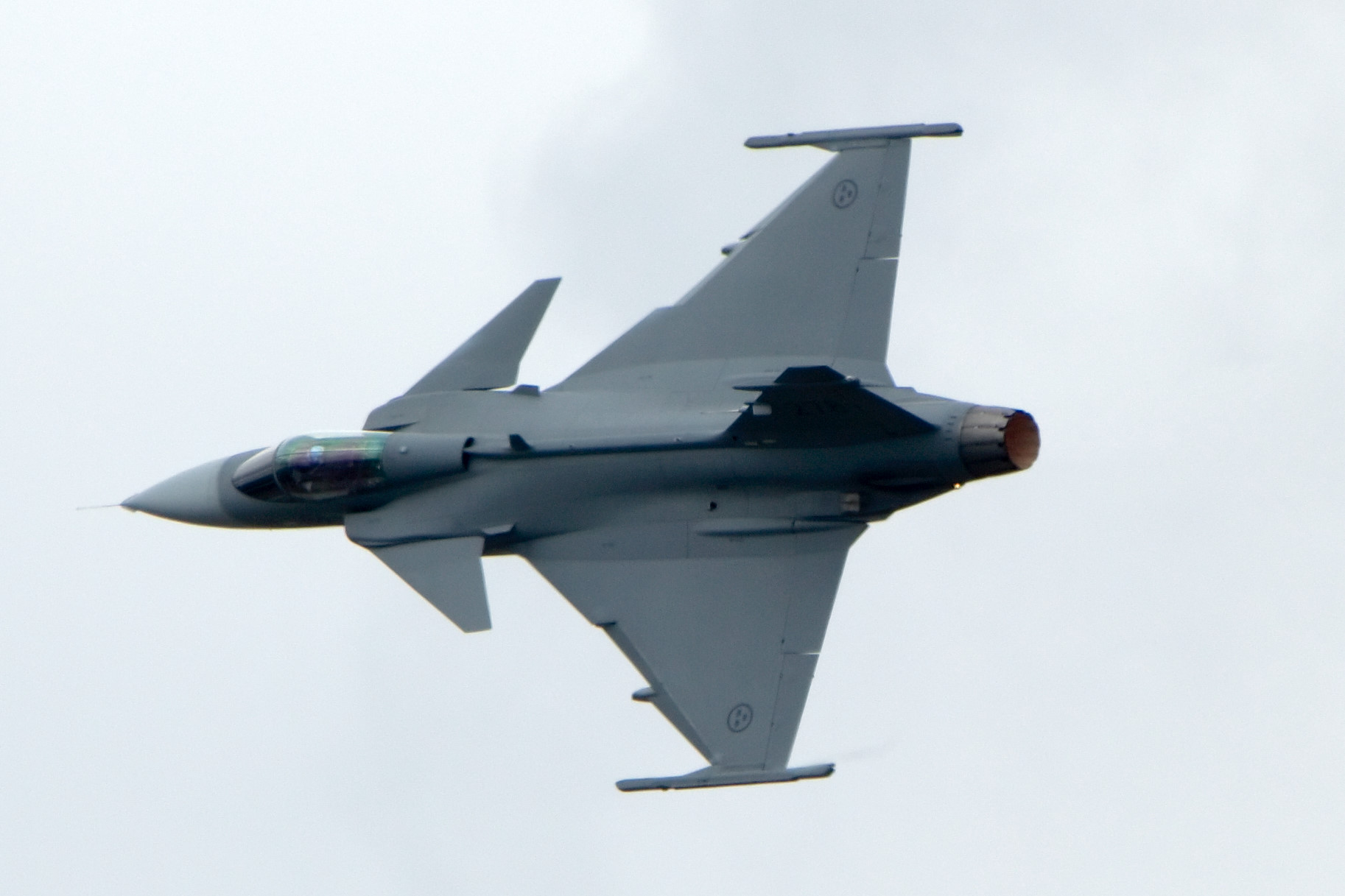
ساب ۳۹ گریپن
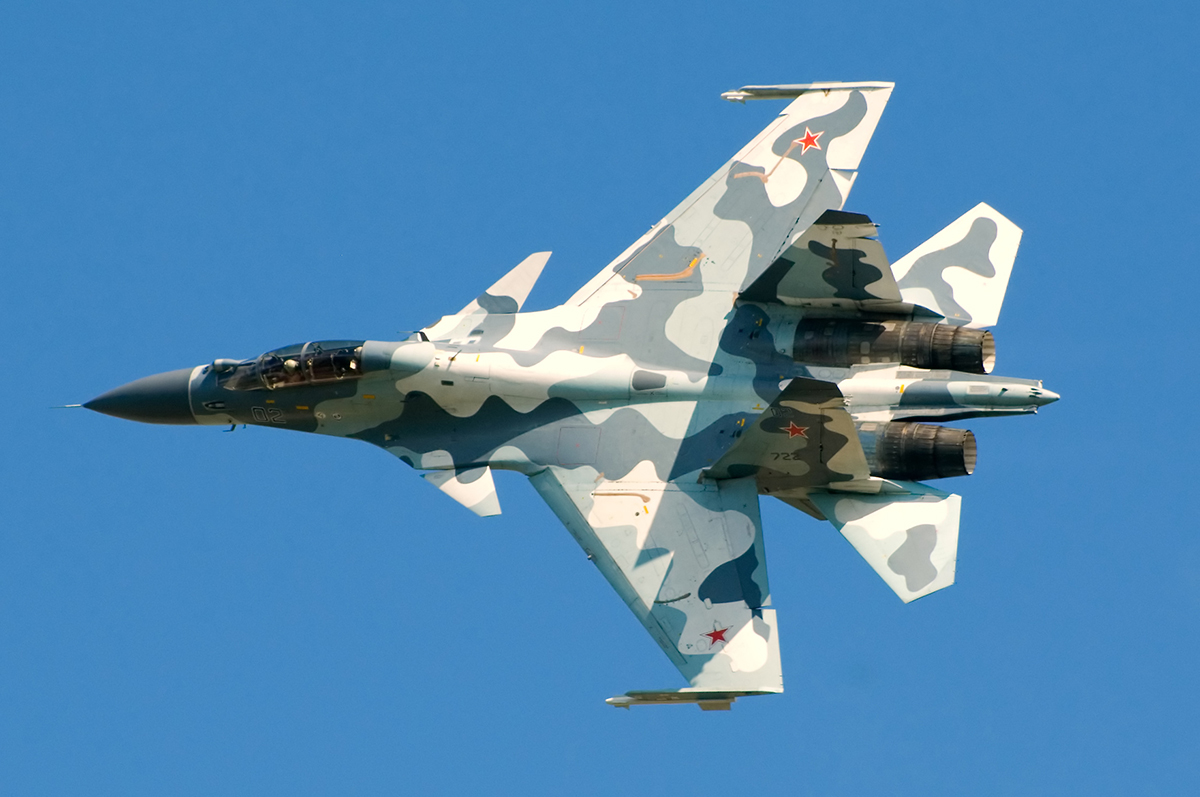
سوخو-30 MKI - مدل‌های بدون پیش‌بال از سوخو-۳۰ نیز وجود دارند.
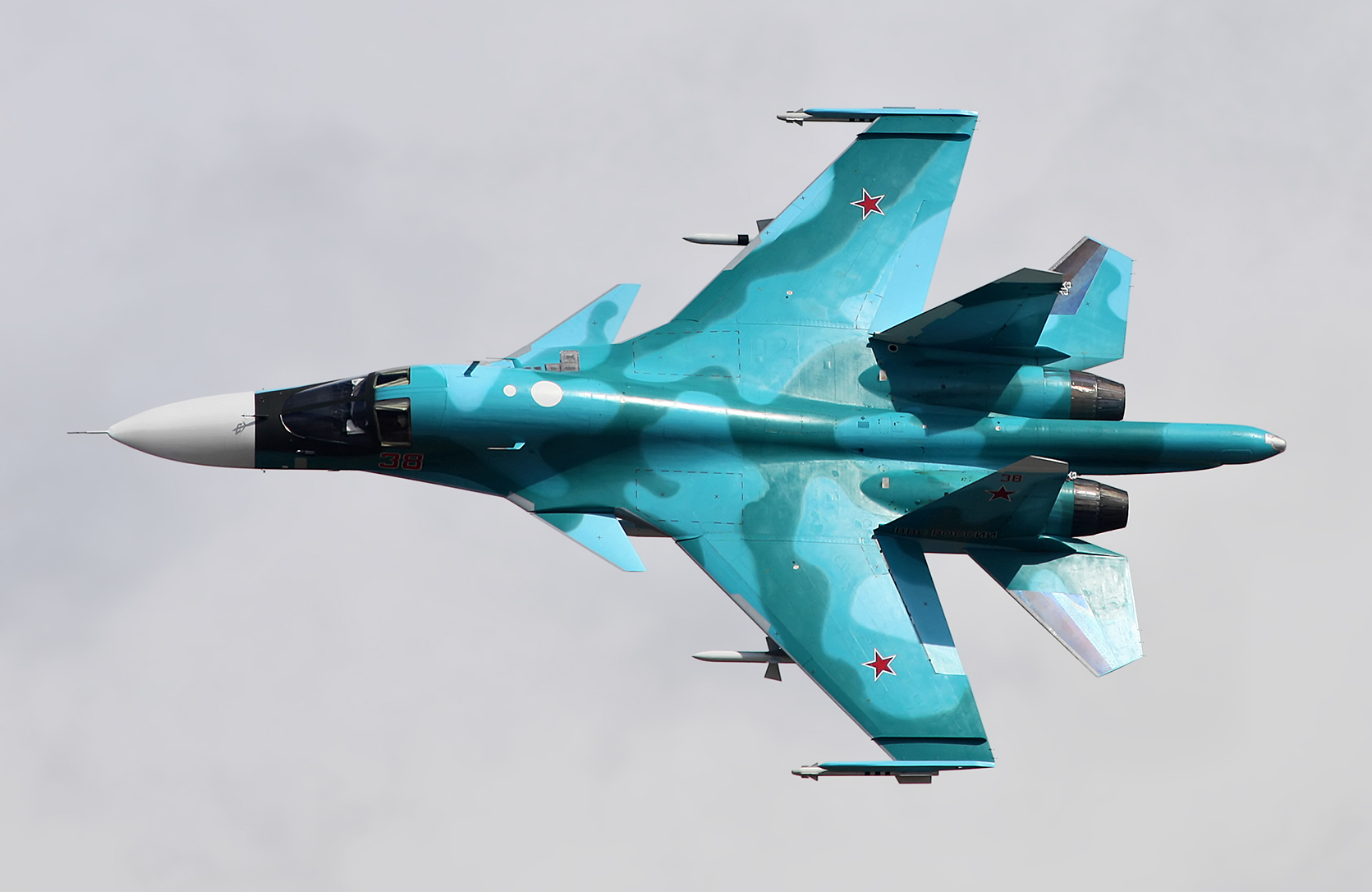
سوخو-۳۴